# CRAI

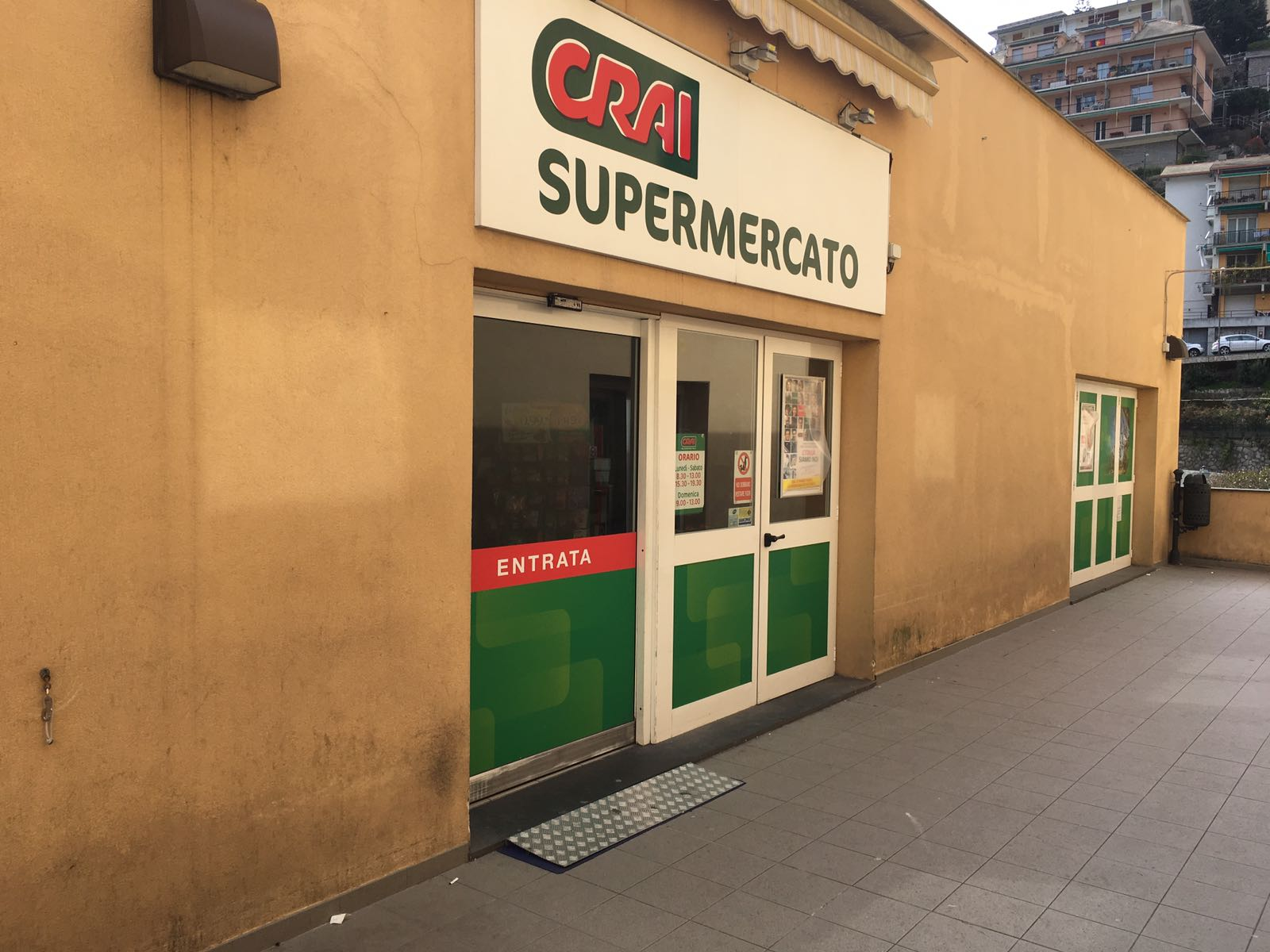
L'ingresso di un tipico negozio di prossimità nel paese di Sori (GE)

CRAI (acronimo di Commissionarie Riunite Alta Italia) è una società cooperativa di dettaglianti alimentari attiva nella grande distribuzione organizzata.
La maggior parte della rete è costituita da negozi di medio-piccola superficie, perlopiù superette, e sono posizionati a macchia di leopardo sul territorio italiano ed estero: l'insegna infatti si è stabilita anche in Albania, a Malta e in Svizzera dove si trovano circa un centinaio di negozi. Dopo il conseguimento della certificazione del marchio, CRAI ha anche creato una linea di prodotti distribuiti solo nei propri punti vendita.

## Storia

### Nascita e sviluppo
CRAI nasce nel 1973 da un gruppo di dettaglianti di Desenzano del Garda. I negozi di alimentari si uniscono per avere prezzi a ribasso sui prodotti all'ingrosso. Creano la "Commissionarie Riunite Alta Italia".
Dopo poco tempo si aggiungono all'unione già esistente nuovi soci provenienti da ulteriori regioni italiane, questo comporta il cambiamento del nome in: "Commissionarie Riunite Alimentaristi Italiani". Successivamente CRAI amplia la propria politica a livello nazionale.

### Consolidamento
Nel 2016 CRAI introduce nella rete commerciale gli empori. Questi negozi vendono prodotti relativi alla cura della persona e della casa. CRAI conta una rete di 3 400 negozi in Italia e circa un migliaio di imprenditori che possiedono l'insegna del supermercato. Nel 2016 il fatturato aggregato di CRAI era di 5,8 miliardi di euro. Circa la metà dei negozi della rete appartiene alla categoria alimentari che raggruppa tutti i negozi con superficie inferiore ai 400 m². Questi punti vendita spesso sono localizzati nei centri urbani. Nel biennio 2015-2016 CRAI registra una espansione di 332 negozi nell'alimentare e 293 negli empori. Questa crescita porta CRAI ad essere tra i dieci supermercati con le maggiori quote su suolo italiano. Nel 2017 CRAI inizia la vendita online dei propri prodotti. La piattaforma della catena asseconda le esigenze di consumatori che hanno difficoltà a recarsi direttamente al supermercato, per esigenze di orario o perché anziani o altro.

## Rete di vendita

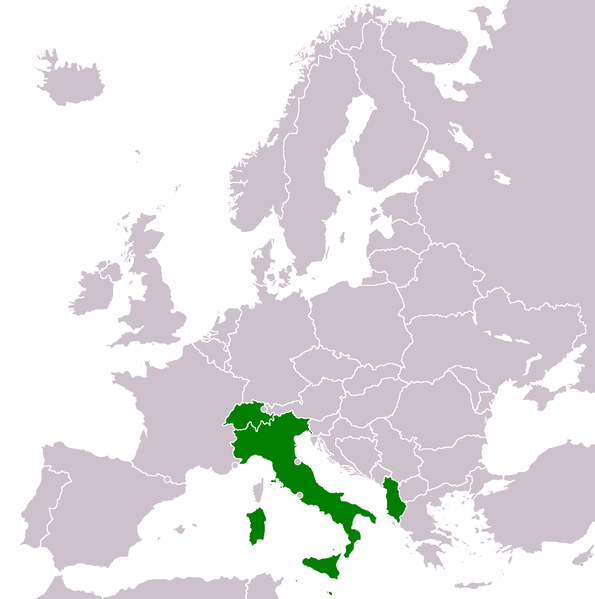
Le nazioni europee dove è presente CRAI sono colorate in verde

CRAI possiede supermercati in diciannove delle venti regioni italiane ed offre un servizio ai propri clienti in circa mille comuni italiani. La regione con la maggiore quantità di punti vendita è il Veneto. CRAI si è sviluppata anche in tre Paesi esteri: Albania, Malta e Svizzera. Nel mercato drug italiano CRAI si aggiudica il secondo posto a livello di quote di mercato, nel food nono.

### Format e tipologie di negozio
I negozi aderenti alla rete di vendita di CRAI vengono suddivise dall'insegna in tre tipologie:
- Crai Extra, per negozi con superficie espositiva superiore agli 800 metri quadrati
- Crai, insegna dedicata ai negozi con superficie espositiva compresa fra i 200 e gli 800 metri quadrati
- Cuor di Crai, che raccoglie negozi con piccole superfici espositive, fino ai 200 metri quadrati

## Strategia di mercato
La crescita dell'insegna nonché la strategia di mercato più mirata da CRAI è quella del negozio di prossimità. I negozi di prossimità spesso locati in locali ristretti costituiscono la maggior parte dei negozi della rete. Spesso questi punti vendita si trovano all'interno di centri abitati più o meno popolati. Questi negozi sono nella maggior parte dei casi gestiti da imprenditori locali. CRAI adopera varie strategie di mercato. Il servizio è stato sviluppato e supportato dall'osservatorio e-commerce del Politecnico di Milano e un team specializzato formato da sei persone. Clienti con capacità motorie ridotte o abitanti in zone estremamente dislocate rispetto al punto vendita possono usufruire di questo servizio.

## Prodotti a marchio CRAI
In ogni punto vendita è possibile trovare una linea di prodotti marchiati CRAI. I prodotti marchiati CRAI sono disponibili solo nei supermercati della catena. CRAI ottiene nel 2003 la certificazione per lo sviluppo e la gestione dei suoi prodotti. CRAI inscatola e marchia i prodotti che provengono da fornitori convenzionati con la catena. I fornitori vengono scelti da CRAI su base di standard qualitativi e igienico-sanitari del prodotto e della struttura in cui viene lavorato. I prodotti dei fornitori selezionati da CRAI vengono in seguito sottoposti a controlli sulle materie prime e sul prodotto finito. Queste analisi vengono eseguite da laboratori specializzati. L'ultimo controllo sulla qualità del prodotto viene eseguito dal consumatore attraverso un sistema di recensioni. I fornitori scelti da CRAI sono alcune volte noti e altre meno. Il riso CRAI, ad esempio è fornito dal produttore italiano Riso Scotti. In seguito l'imballaggio e la distribuzione vengono portati a termine da CRAI.